# Atypical
Atypical (englisch für atypisch) ist eine US-amerikanische Fernsehserie über einen autistischen Jungen und seine Familie. Die Serie wurde von Robia Rashid entwickelt und geschrieben. Die erste Staffel wurde am 11. August 2017 auf Netflix veröffentlicht. Am 13. September 2017 wurde eine zweite Staffel mit weiteren zehn Folgen bestätigt, die am 7. September 2018 veröffentlicht wurde. Am 24. Oktober 2018 wurde eine dritte Staffel mit ebenfalls zehn Folgen bestätigt, welche am 1. November 2019 bei Netflix veröffentlicht wurde. Am 20. Februar 2020 wurde eine vierte und letzte Staffel bestätigt, welche am 9. Juli 2021 veröffentlicht wurde.

## Handlung
Sam Gardner ist ein 18-Jähriger aus Connecticut mit Autismus-Spektrum-Störung. Mit Hilfe seiner Therapeutin, seines Freundes Zahid und seiner Familie versucht er seinen Weg in ein selbständiges Leben zu finden und unabhängiger zu werden. Außerdem äußert er den Wunsch nach einer Freundin, wobei ihm alle mit Rat und Tat zur Seite stehen.
Im Verlauf der ersten Staffel erfährt der Betrachter die Komplexität der Gedankengänge von Sam durch Erzählungen in der Ich-Perspektive. Sams Leidenschaft ist es, Dinge und Situationen zu analysieren und zu recherchieren. So assoziiert er viele Situationen mit dem ausgiebigen Wissen, das er über Pinguine oder die Antarktis vorweisen kann. Gleichzeitig erhält man einen Einblick in die Gewohnheiten von Sam, wie bestimmte Verhaltensmuster in Stresssituationen, Probleme im Alltag (grelles Licht in Kaufhäusern, überfüllte Einkaufszentren etc.) oder gar den Ausschluss von Veranstaltungen bedingt durch laute Musik. Sam führt ein Notizbuch, in welchem er sich Aufzeichnungen von Stichpunkten, Situationen oder Ratschlägen macht, die ihm als Gedankenstütze in der späteren Anwendung dienen sollen. Auf diese Weise notiert er sich Situationen aus der Schule oder Inhalte aus den Gesprächen mit seiner Therapeutin Julia, was bestimmte Vorgehensweisen und Verhaltensmuster im Umgang mit Mädchen betrifft.
Elsa Gardner, Sams Mutter, ist seit Sams Diagnose in einer Selbsthilfegruppe und versucht dort den richtigen Umgang mit der Diagnose und den auftretenden Komplikationen im Alltag zu erlernen. Im Austausch mit anderen Eltern schafft sie es so, innerhalb der Familie das nötige Verständnis und die Rücksicht für ihren Sohn aufzubringen. Sie reagiert sehr temperamentvoll, als sie erfährt, dass ihr Ehemann Doug in Gesprächen mit Arbeitskollegen das Thema Autismus nie angesprochen hat. Sie bemüht sich sehr, ihrem Sohn nicht noch mehr Konflikte zu bescheren. So besorgt sie eine bestimmte Sorte Baumwoll-Shirts oder ein bestimmtes Waschmittel, das nur für Sam ist, da dieser sich nur schwer an Veränderungen gewöhnen kann.
Sams Arbeitskollege Zahid, der zumindest altersbedingt eine wichtige Bezugsperson darstellt, steht Sam mit Rat und Tat zur Seite und versucht ihn auf das Erwachsenwerden und den Umgang mit der Damenwelt vorzubereiten. So ist er eine für Sam wichtige Wissensquelle, was Flirttipps oder Kleidungsvorschläge betrifft.
Der Betrachter erfährt, dass Sams Vater Doug zunächst Schwierigkeiten hat, mit seinem Sohn eine Bindung einzugehen und begeistert ist, als Sam ihn um Rat fragt. Aus diesen Gesprächen und dem Rat seines Vaters, sich jemanden mit gleichem Interesse zu suchen, kommt Sam zunächst zu dem Entschluss, dass seine Therapeutin Julia seine Traumfrau ist und er sie unbedingt für sich gewinnen möchte. Sam versucht während der Therapiesitzungen Julias Interesse für sich zu gewinnen und fragt sie über ihre Vorlieben aus. Dort erfährt er auch, dass sie zu diesem Zeitpunkt noch einen Freund hat. Demotiviert von dieser Tatsache sucht Sam das Gespräch mit seinem Vater. Dieser ermutigt ihn und kann neuen Tatendrang in Sam erwecken.
Als Sam daraufhin seinen Schwarm mit Schokolade überzogenen Erdbeeren überraschen will, fährt Doug ihn zu ihrem Haus, nur um zu entdecken, dass Sams Schwarm Julia ist, Sams 26-jährige Therapeutin. Julia findet nach Sams unbemerkten Überraschungsbesuch eine der Erdbeeren. Sie beschuldigt ihren Freund, sie betrogen zu haben, was ihn dazu bringt, mit ihr Schluss zu machen. Nachdem dieser ausgezogen ist, wird Julia nach einer Verletzung ins Krankenhaus eingeliefert und erfährt, dass sie schwanger ist. Sam und Doug suchen erneut das Gespräch und kommen zu dem Entschluss, dass Sam sich jemanden in seiner Altersklasse suchen soll. Sam entscheidet daraufhin, dass er eine „Übungsfreundin“ braucht, lernt mit Hilfe seiner Freunde und Familie die sozialen Nuancen des Datings kennen, und begibt sich in eine Beziehung mit Paige. Sam muss sich nun im Umgang mit fremden Personen und deren Gewohnheiten üben. Seien es nun Berührungen oder Manieren. So nimmt Paige eine seiner Sweatjacken an sich, eine Handlung, die für Sam schwer einzuordnen ist. Daraufhin beendet Paige zunächst die Beziehung, Sam kann sie jedoch wieder für sich gewinnen und schenkt ihr als Teil von sich eine Halskette mit einem Pinguinanhänger. Die Beziehung zu Paige gestaltet sich für Sam als eine emotionale Achterbahn.
Elsa kämpft darum, ein Leben außerhalb ihrer Mutterrolle zu finden, als sie feststellt, dass Sam selbständiger wird. Während einer Nacht mit Freunden lernt Elsa einen Barkeeper kennen und beginnt eine Affäre mit ihm. Trotz aller Vorkommnisse und den Versuchen, sich selbst wieder der eigenen Familie zu widmen, kann Elsa der Versuchung nicht widerstehen. Sie trennt sich zwar von ihrer Affäre, schafft es aber nicht so schnell wie erhofft, das Vertrauen von Doug und ihren Kindern wiederzugewinnen.
Sams Freundin Paige setzt sich währenddessen für ihren autistischen Freund ein und schafft es im Rahmen einer Elternversammlung, dass der jährliche Winterball in Form einer „Silent Night“-Party (Party mit Kopfhörern) veranstaltet wird. Als Paige ihrem Schwarm offeriert, dass sie nach dem Winterball gerne mit Sam zu sich fahren würde, da ihre Eltern nicht zuhause wären und sie diesen Abend gerne zu etwas Besonderem werden lassen würde, sucht Sam erneut Rat bei Zahid. Dieser wiederum führt Sam zu einem Nachtclub, wo Sam das erste Mal weibliche Rundungen zu sehen bekommt. Bei einem Familientreffen von Paige, an welchem Sam teilnimmt, gesteht er Paige, dass er sie nicht liebt und demzufolge nicht Teil dieser Veranstaltung sein sollte. Sam äußert hierbei den Namen Julia und sucht diese dann auf, um ihr von Angesicht zu Angesicht seine Liebe zu gestehen und ihr erneut mit Schokolade überzogene Erdbeeren zu schenken. Julia, die nunmehr versteht, dass Sam Schuld an ihrer Trennung hat, schafft hier nun klare Verhältnisse, was dazu führt, dass Sam sich in sein Spektrum zurückzieht und kaum beruhigen lässt. Im weiteren Verlauf der Serie erfährt man, dass Paige und Sam es „zunächst locker“ angehen lassen wollen. Als Sam während einer Stresssituation im Kunstraum sitzt, um sich zu beruhigen, nähert sich ihm eine Schulbekanntschaft und küsst ihn.
Sams jüngere Schwester Casey besucht zu Beginn der Serie dieselbe Schule. Die sportliche Casey verliebt sich in Evan und geht eine Beziehung ein, die später einen komplizierten Verlauf nimmt, als die beiden sich körperlich nähern, als Casey aus einer Trotzreaktion heraus bei Evan auftaucht. Während eines Laufs bricht sie einen Leichtathletik-Rekord und erhält ein Leichtathletik-Stipendium für eine renommierte, aber entfernte High School. Obwohl sie die neue Schule besuchen möchte, ist sie besorgt, ob Sam ihren Weggang verkraftet. Ihre Bedenken werden noch verschärft, als sie herausfindet, dass Doug nach Sams Diagnose für eine Weile ihre Familie verlassen hatte, und dass Elsa eine Affäre hat. Die beiden Geschwister Casey und Sam haben eine enge Bindung zueinander. Typische Streitereien gehen genauso einher wie der Zusammenhalt in schwierigen Situationen.
Sam findet sich im Verlauf der zweiten Staffel im Konflikt seiner eigenen Zukunftsplanung. Er bewirbt sich schlussendlich an einer Universität, an der er seine künstlerischen Fähigkeiten anwenden kann. Beflügelt von diesem Glücksgefühl reicht Sam sein Jahrbuch herum und erfährt, was seine Mitschüler wirklich von ihm denken.
Casey versucht in der neuen Schule Fuß zu fassen und findet nach einigen Stolpersteinen eine Freundin in Izzy. An Caseys 16. Geburtstag feiern die Gardners im gemeinsamen Haus. Hierbei kommt es neben dem für Sam so wichtigen Geburtstagsritual auch zu einer emotionalen Situation für Casey, die sich von Izzy angezogen fühlt. Doug schleppt sich derweil mit Gewissensbissen und Entscheidungsproblemen herum, während Elsa ihm mit gemeinsamen Projekten wieder näher kommen möchte.
Sam schafft es, über sich hinauszuwachsen. So hält er zum Ende der zweiten Staffel eine Rede vor allen Schülern.

## Besetzung und Synchronisation
Die deutsche Synchronisation entsteht durch die Synchronfirma VSI Synchron in Berlin nach dem Dialogbuch und unter der Dialogregie von Andreas Pollak.

### Besetzung
| Darsteller            | Sprecher                           | Rolle          |
| --------------------- | ---------------------------------- | -------------- |
| Keir Gilchrist        | Marcel Mann                        | Sam Gardner    |
| Michael Rapaport      | Oliver Rohrbeck                    | Doug Gardner   |
| Jennifer Jason Leigh  | Alexandra Ludwig                   | Elsa Gardner   |
| Nik Dodani            | Amadeus Strobl                     | Zahid Raja     |
| Graham Rogers         | Maximilian Artajo                  | Evan Chapin    |
| Jenna Boyd            | Sarah Alles                        | Paige Hardaway |
| Brigette Lundy-Paine  | Olivia Büschken und Leonie Dubuc   | Casey Gardner  |
| Amy Okuda             | Dorette Hugo                       | Julia Sasaki   |
| Fivel Stewart         | Jodie Blank                        | Izzie Taylor   |
| Nina Ameri            | Anja Rybiczka                      | Luisa          |
| Raúl Castillo         | Steven Merting                     | Nick           |
| Jeffrey Rosenthal     | Jens-Uwe Bogadtke                  | Bob            |
| Domonique Brown       | Wilhelm-Rafael Garth               | Jasper         |
| Kevin Daniels         | Tobias Schmidt                     | Coach Briggs   |
| Christina Offley      | Bettina Kenney                     | Sharice        |
| Wendy Braun           | Anna Dramski                       | Kathy          |
| Michelle Farrah Huang | Runa Aléon                         | Tanya          |
| Casey Wilson          | Anna Grisebach                     | Ms. Whitaker   |
| Graham Phillips       | Paul-Lino Krenz                    | Nate           |
| Ariela Barer          | Jessica Rust und Jenny Maria Meyer | Bailey Bennett |
| Allie Rae Treharne    | Lea Kalbhenn                       | Gretchen       |
| Kimmy Gatewood        | Susanne Geier                      | Coach Crowley  |

## Hintergrund und Produktion
Die coming-of-age Serie, ursprünglich unter dem Titel Antarctica geplant, wurde von Robia Rashid, die zuvor an How I Met Your Mother und The Goldbergs als Produzentin gearbeitet hat, kreiert und geschrieben. Für eine genauere Darstellung konsultierte sie Michelle Dean, eine Professorin der California State University, die am UCLA Center für Autism Research and Treatment arbeitete. Gilchrist sagte in einem Interview für Vulture, „[Rashid] schrieb das Drehbuch. Wir redeten ewig darüber (talked a ton), und ich recherchierte, und sah mir Filme an und las Bücher.“ Die Nebenrolle Christopher wird von Anthony Jacques gespielt, der autistisch ist.
Am 13. September 2017 wurde Atypical um eine zweite Staffel von zehn Episoden verlängert. David Finch, welcher ein Autist ist, schloss sich dem Autorenteam an. Acht autistische Schauspieler vom The Miracle Project haben in der zweiten Staffel Nebenrollen als Mitglieder einer Selbsthilfegruppe, der Sam beitritt, und andere autistische Schauspieler spielen neurotypische Figuren. Mary Rohlich, Executive Producer, sagte auch, dass die Show „mehr weibliche Regisseure und weibliche Vielfalt einbrachte“: Sieben der zehn Episoden wurden von Frauen gedreht und die Hälfte des Autorenteams war weiblich.
Am 24. Oktober 2018 wurde Atypical um eine dritte Staffel erweitert, die aus 10 Episoden besteht. Im Mai 2019 wurde bekannt gegeben, dass Eric McCormack und Sara Gilbert in der dritten Staffel auftreten würden.

## Rezeption
Atypical erhielt überwiegend positive Kritiken, auf Rotten Tomatoes bekam sie eine Bewertung von 77 %. Einige Seiten jedoch kritisierten das fehlende Feingefühl, mit dem ein Thema wie Autismus behandelt werden sollte und empfanden die Serie als stereotypisch, begründet von der ZEIT dadurch, „dass sich Autismus nicht pauschalisieren lässt, dass er einfach kein guter Stoff für eine ganz normale Netflix-Komödie ist“.
Bjarne Bock vom Branchenportal Serienjunkies.de urteilt zur Pilotfolge „die wunderbare Dynamik der Geschwister“ könne „nicht darüber hinwegtäuschen, dass alles in allem deutlich mehr drin gewesen wäre“. Atypical sei „eine dieser Netflix-Serien, die im Vorfeld eine außergewöhnliche Prämisse versprechen, letzten Endes aber nur mit halbgarer Einheitskost aufwarten“ könne.